# Trochosa urbana
Trochosa urbana (O. Pickard-Cambridge 1876b) è un ragno appartenente alla famiglia Lycosidae.

## Distribuzione
Gli esemplari sono stati rinvenuti in Africa settentrionale, dall'Etiopia alle Seychelles, nel Madagascar (a Nosy Be), in Israele ed in Iran.

## Tassonomia
Le caratteristiche di questi esemplari sono state descritte analizzando gli esemplari tipo Paratrochosina arctosaeformis (Caporiacco, 1940) in un lavoro dell'aracnologo Roewer del 1960.
Dal 2020 non sono stati esaminati altri esemplari, né sono state descritte sottospecie al 2020.